# Phyllocnistis atranota
Phyllocnistis atranota är en fjärilsart som beskrevs av Edward Meyrick 1906. Phyllocnistis atranota ingår i släktet Phyllocnistis och familjen styltmalar. Inga underarter finns listade i Catalogue of Life.